# بلدة بيفر (مقاطعة نوبل)
بلدة بيفر هي واحدة من خمسة عشر بلدة في مقاطعة نوبل، أوهايو، الولايات المتحدة. وجد تعداد عام 2000 أنَّ عدد السكان 758 شخصًا في البلدة، 658 منهم يعيشون في الأجزاء غير المدمجة من البلدة.

## الاسم والتاريخ
على مستوى الولاية، تقع ضواحي بيفر الأخرى في مقاطعتي ماهونينج وبايك، بالإضافة إلى بلدة بيفركريك في مقاطعة جرين.

## روابط خارجية
- غرفة تجارة مقاطعة نوبل